# 鄠邑区
鄠邑区（こゆう-く）は、中華人民共和国陝西省西安市に位置する市轄区。

## 行政区画
- 街道：甘亭街道、余下街道、玉蝉街道、五竹街道、大王街道、秦渡街道、草堂街道、龐光街道
- 鎮：祖庵鎮、蔣村鎮、澇店鎮、甘河鎮、石井鎮、渭豊鎮